# Physical Review Letters
Physical Review Letters (abrégé en Phys. Rev. Lett. ou PRL) est une revue scientifique à comité de lecture qui publie des articles sous forme de communications dans tous les domaines de la physique.
D'après le Journal Citation Reports, le facteur d'impact de ce journal était de 8,839 en 2018. Actuellement[Quand ?], les directeurs de publication sont Jack Sandweiss, George Basbas et Reinhardt B. Schuhmann.

## Histoire
Le journal est une suite partielle de Physical Review, 1893-1969  (ISSN 0031-899X).